# クルチェンコ (小惑星)
クルチェンコ（英語：2349 Kurchenko）は小惑星帯に位置する小惑星である。1970年7月30日、ソビエト連邦の天文学者タマラ・スミルノワが発見した。
1970年10月15日に起きたソビエトで初めてのハイジャック事件で犠牲になった、スチュワーデスのナデジダ・クルチェンコ (Надежда Курченко, Nadezhda Kurchenko) に因んで命名された。